# Tetillas
Tetillas es una localidad de Bolivia. En 2012 tenía una población estimada de 359.

## Geografía
En cuanto a distancia, se encuentra a 145 km de la ciudad de Cochabamba, la capital departamental, a 10 km de Cocapata.

## Demografía
Según el último censo de 2012 realizado por el Instituto Nacional de Estadística de Bolivia (INE), la localidad cuenta con una población de 359 habitantes.

### Población de Tetillas
| Año  | Población | Fuente                  |
| ---- | --------- | ----------------------- |
| 1992 | 117       | Censo boliviano de 1992 |
| 2001 | 203       | Censo boliviano de 2001 |
| 2012 | 359       | Censo boliviano de 2012 |